# Stenagrion petermilleri
Stenagrion petermilleri – gatunek ważki z rodziny łątkowatych (Coenagrionidae). Znany jedynie z dwóch stanowisk na wyspie Palawan na Filipinach.